# 볼리겐
볼리겐(독일어: Bolligen)은 스위스 베른주의 베른-미텔란트구에 있는 자치체이다.
역사적 중심지에는 16세기부터 베네피스 헛간과 목사관이 있는 12세기 교회가 있다.

## 역사
볼리겐은 1180년에 Bollingin으로 처음 언급되었다.
부레히에서 신석기 시대 정착의 흔적이 발견되었다. 플루크브루넨 위쪽에는 불명확한 시대의 흙 요새의 흔적이 있으며, 그라우홀츠와 반티거에는 중세 흙 요새가 있다. 볼리겐, 무리 베이 베른, 슈테틀렌, 베히겐은 베른이 도시 국가로 확장되기 시작하면서 베른의 통제 하에 들어온 최초의 마을이었다. 13세기와 14세기 동안 베른과 키부르크 백작의 대표자들은 협상을 위해 볼리겐에서 자주 만났다. 게렌슈타인 기사단 멸망 후 그들의 성 게렌슈타인 성 그리고 게리슈타인 농장은 개인 소유로 넘어갔다. 성과 농장은 인터라켄 수도원과 토르베르크 차터하우스를 비롯한 여러 수도원과 부유한 베른 시민의 손을 거쳤다. 베른시는 또한 볼리겐 주변의 권리를 계속 획득했다. 1345년에는 토른베르크의 베르히톨트로부터 합슈테텐을 사들였다. 1528년 개신교 종교개혁 이후 베른은 주 주변의 여러 수도원을 세속화했다. 토르베르크 챕터하우스에서 그들은 볼리겐의 하급 법원과 인터라켄 수도원으로부터 볼리겐의 교회에 대한 권리를 취득했다. 볼리겐 근처의 그라우홀츠-제델바흐 숲은 베른의 귀족 가문에게 인기 있는 여름 휴양지가 되었다. 이들의 초기 예는 1600년에 지어진 후 1669년에 개조된 베크뮐레 가문이었다. 그 뒤를 1670년 합슈테넨의 후벨구트 가문과 1720년 린데부르크 가문이 따랐다.
성 니클라우스 마을 교회는 1180년에 처음 언급되었다. 아마도 게렌슈타인 가문의 가문 교회였을 것이다. 현재의 교회는 12~13세기에 지어졌고, 15세기에 증축되었다. 1792-95년에 개조 및 수리되었다. 1274년 슈타인의 울리히는 교회에 대한 후원을 인터라켄 수도원에 넘겼다. 1528년 수도원이 세속화되자 교회의 후원은 베른에게 넘어갔고, 베른은 이곳을 합슈테텐을 위한 교구 교회로 만들었다. 본당 1764년에 인구 1,771명에 달하는 30개의 마을, 작은 마을 및 농장을 포함하도록 성장했다. 1834년에 이 큰 교구에서 정치적 자치체가 만들어졌다. 중앙 집중화(1930, 1945, 1963), 베른 통합(1913, 1919) 또는 분권화(1956, 1962, 1972)에 대한 오랜 논쟁 끝에 주민들은 1978년에 지자체를 3개의 독립적인 지자체(볼리겐, 이티겐 및 오스터문딩엔)로 나누기로 결정했다.
18세기부터 볼리겐의 농부들은 전통적인 곡물 외에 건초를 재배하기 시작했다. 건초는 주변 지역에서 개발 중인 많은 낙농장과 가축 농장에 겨울 동안 식량을 제공하기 위해 판매되었다. 또한 18세기에는 대규모 산업 작업이 시작되었다. 여기에는 다음이 포함된다. 슈토케렌의 채석장(1708-1918/49)과 1787년에 문을 열고 1855년에 곡물 공장으로 개조한 베크뮐레의 제지 공장. 농경지는 쇼핑센터와 주택 개발로 대체되었다. 많은 지자체 주민들이 일을 위해 베른으로 통근했으며, 1990년에는 근로자의 4분의 3 이상이 통근했다. 초등학교는 볼리겐, 페렌베르크, 게리슈타인에 위치해 있으며, 볼리겐에 있는 중학교와 김나지움, 그리고 중학교와 하급 중학교와 함께 있다. 1913년부터 워블렌탈 기차의 예를 따른다.

## 지리

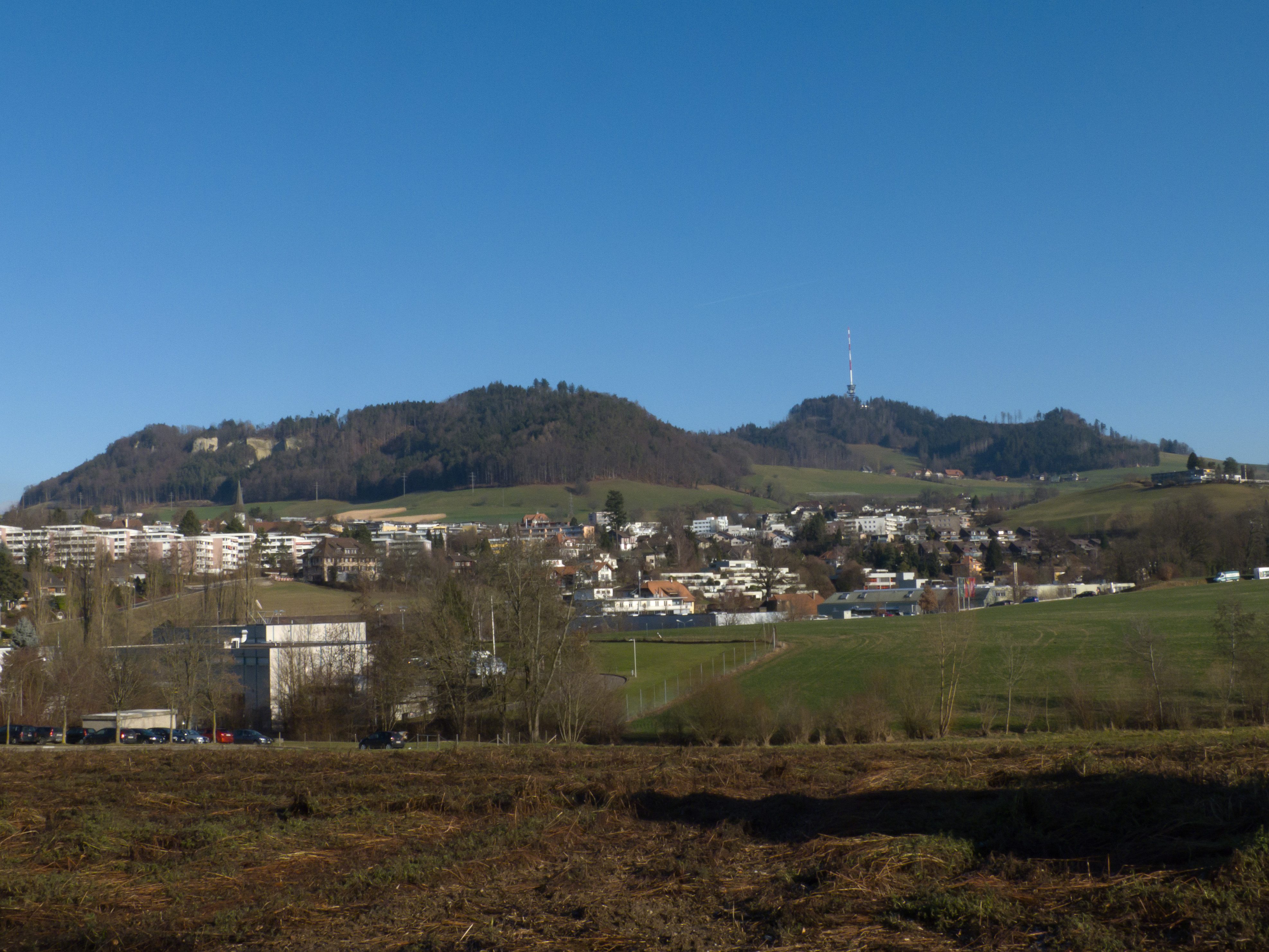
전경으로 반티거산과 볼리겐

볼리겐의 면적은 16.57k㎡이다. 이 면적 중 7.17k㎡ (43.3%)가 농업용으로 사용되는 반면, 7.29k㎡ (44.0%)는 산림이다. 나머지 토지 중 2.05k㎡ (12.4%)가 정착(건물 또는 도로), 0.03k㎡ (0.2%)가 강 또는 호수이고 0.02k㎡ (0.1%)는 비생산적인 토지이다.
조성면적 중 주택과 건물이 7.2%, 교통기반시설이 3.3%를 차지했다. 삼림 지대를 제외한 모든 산림 지역은 울창한 숲으로 덮여 있다. 농경지 중 26.1%는 작물 재배에 사용되며, 14.8%는 목초지이며, 2.4%는 과수원이나 포도나무 작물에 사용된다. 시정촌의 모든 물은 흐르는 물이다.
시정촌은 베른의 집합체에 있다. 볼리겐은 베른의 북동쪽에 있으며, 그 지역은 워블렌탈과 에멘탈을 연결한다. 루체레산은 에메강과 아레강 사이의 분수령 경계를 형성한다.
1980년과 1983년에 작지만, 인구가 많은 이티겐과 오스터문딩엔의 마을은 볼리겐에서 분리되어 독립적인 지자체를 형성했다. 그것은 볼리겐 마을과 반티겐, 페렌베르크, 플루크부르넨, 게리슈타인 및 합슈테넨의 작은 마을로 구성된다.
시정촌에는 반티거산(947m)이 있다. 그곳에 위치한 Swisscom의 송신탑은 주변 지역에 라디오와 텔레비전 프로그램을 제공한다. 산은 또한 쥐라산맥, 스위스 고원 및 알프스의 파노라마를 제공한다.
2009년 12월 31일에 시정촌의 이전 지구인 베른구가 해산되었다. 다음 날 2010년 1월 1일에 새로 설립된 베른-미텔란트구에 합류했다.

## 인구통계
2020년 12월 기준, 볼리겐의 인구는 6,308명이다. 2010년 기준으로 인구의 7.2%가 거주하는 외국인이다. 2000년부터 2010년까지 지난 10년 동안 인구는 2%의 비율로 변화했다. 이민은 2.7%, 출생과 사망은 0%를 차지했다.
2000년 기준, 대부분의 인구인 5,490명(93.2%)으로 독일어를 모국어로 사용하고, 프랑스어가 130명(2.2%)으로 두 번째로 많이 사용하고, 이탈리아어가 60명(1.0%)으로 세 번째로 사용된다. 로만슈어를 구사하는 사람이 9명 있다.
2008년 기준으로 인구는 남성 47.9%, 여성 52.1%이다. 인구는 2,692명의 스위스 남성(44.3%)과 218명(3.6%)의 비스위스계 남성으로 구성되었다. 스위스 여성은 2,944명(48.5%), 비스위스계 여성은 222명(3.7%)이었다. 지자체의 인구 중 1,189명(20.2%)가 볼리겐에서 태어나 2000년에 그곳에서 살았다. 같은 주에서 태어난 2,659명(45.1%)가 있었고, 1,313명(22.3%)가 스위스 다른 곳에서 태어났다. 605명(10.3%)가 스위스 외부에서 태어났다.
2010년 기준으로 아동·청소년(0~19세)이 19.1%, 성인(20~64세)이 55.4%, 노인(64세 이상)이 25.4%를 차지한다.
2000년 기준으로 시정촌에 미혼이거나 독신인 사람은 2,171명이다. 기혼자는 3,210명, 미망인은 276명, 이혼한 사람은 236명이었다.
2000년 현재 1인 가구는 661가구, 5인 이상 가구는 141가구이다. 2000년에는 총 2,436세대(전체의 91.3%)가 상설 임대되었으며, 197세대(7.4%)가 성수기이며, 34세대(1.3%)가 비어 있었다. 2010년 기준 신규주택 건설률은 인구 1,000명당 2.5세대이다. 2011년 시정촌 공실률은 1.11%였다.
역사적 인구는 다음 차트에 나와 있다.

## 국가중요문화재
클라인게베르블러 하우스와 베크뮐레는 국가적으로 중요한 스위스 유산으로 등록되어 있다. 뵈르블레탈 지역 전체가 스위스 유산 목록의 일부이다.

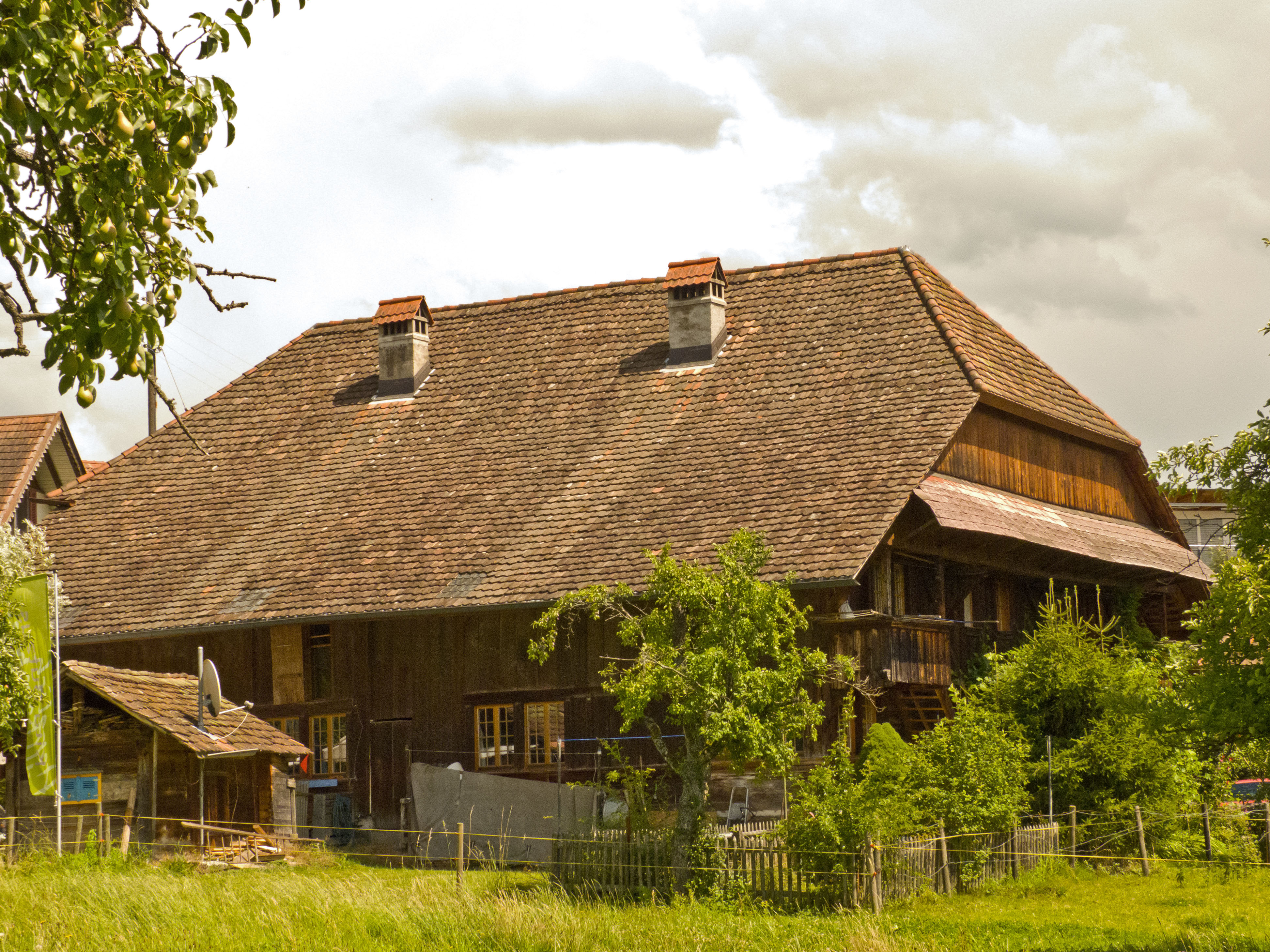
클라인게베르블러 주택
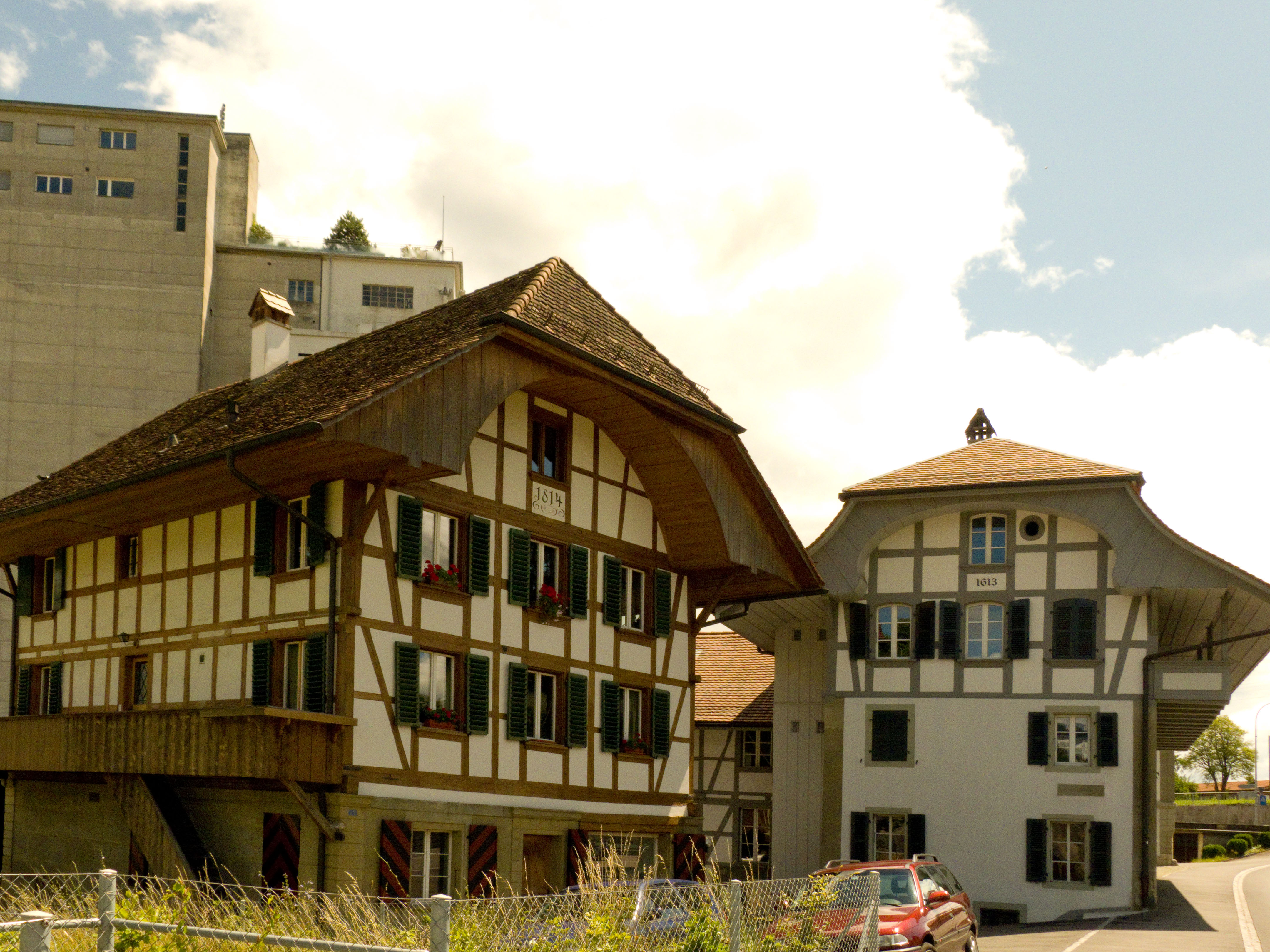
볼리겐에 베크뮐레

## 정치
시의회에서는 스위스 자유민주당 (FDP, 2), 스위스 사회민주당 (SP, 3), 스위스인민당 (SVP, 1), "볼리겐 Parteilos"("cross-bencher", BP, 1) 대표(2006년 5월 기준).
2007년 선거에서 가장 인기 있는 정당은 25.9%의 득표율을 기록한 SVP였다. 다음으로 가장 인기 있는 3개 정당은 FDP(23.9%), SPS(20%), 녹색당(12%)이었다.
2011년 연방 선거에서 가장 인기 있는 정당은 22%의 득표율을 기록한 SVP였다. 다음으로 가장 인기 있는 3개 정당은 SPS (20.2%), BDP 정당 (16.1%) 및 FDP (15.7%)였다. 이번 연방 총선에서는 총 3,077표가 나왔고, 투표율은 64.7%였다.
시장은 스위스 국가평의회 베른주의 대표 이자 스위스 사회민주당 의원이다.

## 경제
2011년 현재 볼리겐의 실업률은 1.62%이다. 2008년 기준으로 시정촌에 고용된 사람은 총 1,683명이다. 이 중 1차 경제 부문에 127명이 고용되었고, 이 부문에 약 43개 기업이 참여했다. 362명이 2차 부문에 고용되었고, 이 부문에 39개의 기업이 있었다. 1,194명이 3차 부문에 고용되었으며, 이 부문에는 151개의 기업이 있다.
2008년에는 총 1,367개의 정규직에 상응하는 일자리가 있었다. 1차 부문의 일자리 수는 88개였으며, 모두 농업에 종사했다. 2차 부문의 일자리 수는 331개였으며, 그중 232개(70.1%)는 제조업, 93개(28.1%)는 건설에 종사했다. 3차 부문의 일자리 수는 948개였다. 477개(50.3%) 도소매업 또는 자동차 수리업, 40개(4.2%) 호텔 또는 레스토랑, 43개(4.5%) 정보업, 26개(2.7%) 보험 또는 금융업, 64개(6.8%)는 기술 전문가 또는 과학자, 66개(7.0%)는 교육 분야, 119개(12.6%)는 의료 분야에 있었다.
2000년 기준으로 자치단체로 통근하는 근로자는 1,009명, 출퇴근자는 2,388명이었다. 지자체는 근로자의 순수출 지자체로, 들어오는 1명당 약 2.4명의 근로자가 지자체를 떠나고 있다. 근로 인구의 35.9%가 대중교통을 이용하여 출퇴근하고, 41.6%가 자가용을 이용하였다.

## 종교
2000년 인구 조사에 따르면 971명(16.5%)이 로마 가톨릭 신자이고, 3,935명(66.8%)이 스위스 개혁 교회에 속해 있다. 나머지 인구 중 정교회 교인은 32명(0.54%), 크리스찬 가톨릭 교회 교인은 7명(0.12%)이 있었다. 다른 기독교 교회에 속한 350명(5.94%), 유대인은 6명(0.10%), 이슬람교는 37명(0.63%), 불교 5명, 힌두교 17명, 다른 교회에 속한 3인이 있었다. 536명(9.10%)이 교회에 속하지 않고, 불가지론자 또는 무신론자이며, 150명(2.55%)이 질문에 대답하지 않았다.

## 교육
볼리겐에서는 인구의 약 2,579명(43.8%)이 비필수 고등교육을 이수했으며, 1,294명(22.0%)이 추가 고등교육(대학 또는 응용학문대학)을 마쳤다. 고등교육을 이수한 1,294명 중 70.2%가 스위스 남성, 23.2%가 스위스 여성, 4.3%가 비스위스계 남성, 2.2%가 비스위스계 여성이었다.
베른주 학교 시스템은 1년의 의무 없는 유치원, 6년의 초등학교를 제공한다. 이후 3년 동안의 의무적 중학교 과정을 거쳐 학생들을 능력과 적성에 따라 구분한다. 중학교 이하 학생들은 추가 학교에 다니거나 견습생으로 들어갈 수 있다.
2009-10학년도 동안 볼리겐의 수업에 총 658명의 학생이 참석했다. 시정촌에는 총 80명의 학생이 있는 4개의 유치원 수업이 있었다. 유치원생 중 8.8%는 스위스의 영주권 또는 임시 거주자(시민권 아님)였으며, 10.0%는 교실 언어와 다른 모국어를 사용한다. 지자체에는 17개의 초등 학급과 346명의 학생이 있었다. 초등학생 중 4.6%는 스위스의 영주권 또는 임시 거주자(시민권 아님)였으며, 6.6%는 교실 언어와 다른 모국어를 사용한다. 같은 해에 총 221명의 학생이 있는 12개의 중학교가 있었다. 스위스의 영주권자 또는 임시 거주자(시민이 아님)인 6.8%와 교실 언어와 다른 모국어를 사용하는 사람이 5.4%였다.
2000년 기준으로 볼리겐에는 타 지자체에서 온 학생이 111명, 시외 학교에 다니는 주민이 355명이다.

## 교통
- 볼리겐역